# Billy Jayne
William Jayne Jacoby, conosciuto professionalmente come Billy Jayne e in precedenza Billy Jacoby (Queens, 10 aprile 1969) è un attore statunitense famoso per aver recitato nella commedia adolescenziale Un ragazzo come gli altri (1985) e nella sitcom Parker Lewis (1990–1993).
Anche i suoi fratelli, Robert Jayne, Susan Jayne, Laura Jacoby e il fratellastro Scott Jacoby sono attori.

## Biografia

### Primi anni
Jayne è nato a Flushing, Queens, New York, il 10 aprile 1969. È di origine ebraica. All'età di tre anni, mentre era in visita al fratellastro Scott Jacoby sul set di That Certain Summer, venne scelto dal regista per interpretare anch'egli una parte nel film.
Sebbene il cognome di nascita di Jayne non fosse Jacoby, quando iniziò la sua carriera sua madre pensò che sarebbe stato meglio se usasse Jacoby, il cognome del suo già affermato fratellastro. All'età di 17 anni, tuttavia, Billy Jacoby cambiò il suo nome professionale in Billy Jayne in modo che coincidesse con il suo nome di nascita.

### Carriera
Jayne è stato un attore bambino dalla metà fino alla fine degli anni '80, protagonista di numerose apparizioni in serie televisive come Trapper John, Cuori senza età, A-Team e I quattro della scuola di polizia. È noto anche per il ruolo di Buddy, il fratello di Terri, nel film Un ragazzo come gli altri del 1985.
Dal 1990 al 1993, Jayne ha recitato nella sitcom per adolescenti Parker Lewis insieme all'attore Corin Nemec. Dopo la fine della serie, ha avuto ruoli minori in serie come Renegade, Murder One (1995), Walker Texas Ranger (1996), Streghe (1999) e Cold Case (2009).

## Filmografia

### Attore

#### Cinema
- Uno strano caso di omicidio (The Runner Stumbles), regia di Stanley Kramer (1979)
- Cacciatori della notte (Sunnyside), regia di Timothy Galfas (1979)
- Back Roads, regia di Martin Ritt (1981)
- Compleanno in casa Farrow (Bloody Birthday), regia di Ed Hunt (1981)
- Hospital Massacre, regia di Boaz Davidson (1981)
- La casa di Mary (Superstition), regia di James W. Roberson (1982)
- Kaan principe guerriero (The Beastmaster), regia di Don Coscarelli (1982)
- Un uomo, una donna e un bambino(Man, Woman and Child), regia di Dick Richards (1983)
- Cujo, regia di Lewis Teague (1983)
- Nightmares - Incubi (Nightmares), regia di Joseph Sargent (1983)
- Amare con rabbia (Reckless), regia di James Foley (1984)
- Un ragazzo come gli altri (Just One of the Guys), regia di Lisa Gottlieb (1985)
- Party Camp - Una vacanza bestiale (Party Camp), regia di Gary Graver (1987)
- Demonwarp, regia di Emmett Alston (1988)
- Dr. Alien - Dallo spazio per amore (Dr. Alien), regia di David DeCoteau (1988)
- Frontline, regia di Quinton Peeples (1999)
- Road Kill, regia di Matthew Leutwyler (1999)
- I soliti amici (The Crew), regia di Michael Dinner (2000)
- On the Border, regia di Joseph Kornbrodt e Darin Kuhlmann - cortometraggio (2009)
- Run Baby Rome, regia di Billy Jayne - cortometraggio (2023)

#### Televisione
- Provaci ancora Lenny (Busting Loose) – serie TV, 1 episodio (1977)
- ABC Afterschool Specials – serie TV, 1 episodio (1977)
- Squadra emergenza (Emergency!) – serie TV, 2 episodi (1978)
- Lou Grant – serie TV, 1 episodio (1980)
- Galactica 1980 – serie TV, 1 episodio (1980)
- CBS Library – serie TV, 1 episodio (1980)
- Ore 17 - Quando suona la sirena (When the Whistle Blows) – serie TV, 1 episodio (1980)
- Trapper John (Trapper John, M.D.) – serie TV, 1 episodio (1980)
- L'inferno può attendere (Angel on My Shoulder), regia di John Berry – film TV (1980)
- The Ghosts of Buxley Hall, regia di Bruce Bilson – film TV (1980)
- La gang degli orsi (The Bad News Bears) – serie TV, 26 episodi (1979-1980)
- Cuore e batticuore (Hart to Hart) – serie TV, 1 episodio (1981)
- Crazy Times, regia di Lee Philips – film TV (1981)
- Assassinio nel Texas (Murder in Texas), regia di William Hale – film TV (1981)
- How to Eat Like a Child – film TV (1981)
- Alice – serie TV, 1 episodio (1981)
- Codice rosso fuoco (Code Red) – serie TV, 1 episodio (1982)
- American Playhouse – serie TV, 1 episodio (1982)
- Maggie – serie TV, 8 episodi (1981-1982)
- Sette spose per sette fratelli (Seven Brides for Seven Brothers) – serie TV, 1 episodio (1982)
- Benson – serie TV, 1 episodio (1983)
- ABC Weekend Specials – serie TV, 4 episodi (1978-1983)
- Sembra facile (It's Not Easy) – serie TV, 11 episodi (1982-1983)
- Un salto nel buio (Tales from the Darkside) – serie TV, 1 episodio (1984)
- Autostop per il cielo (Highway to Heaven) – serie TV, episodio 1x11 (1984)
- Cuori senza età (The Golden Girls) – serie TV, 1 episodio (1985)
- Still the Beaver – serie TV, 1 episodio (1985)
- A-Team (The A-Team) – serie TV, 2 episodi (1983-1986)
- Il mago (The Wizard) – serie TV, 1 episodio (1986)
- Disneyland – serie TV, 3 episodi (1980-1986)
- Il mio amico Ricky (Silver Spoons) – serie TV, 18 episodi (1985-1987)
- I quattro della scuola di polizia (21 Jump Street) – serie TV, 1 episodio (1987)
- Cinque ragazze e un miliardario (Rags to Riches) – serie TV, 1 episodio (1987)
- Il tempo della nostra vita (Days of Our Lives) – serie TV, 2 episodi (1987)
- Un anno nella vita (A Year in the Life) – serie TV, 1 episodio (1987)
- Biancaneve a Beverly Hills (The Charmings) – serie TV, 1 episodio (1988)
- The Bronx Zoo – serie TV, 1 episodio (1988)
- I ragazzi della prateria (The Young Riders) – serie TV, 1 episodio (1989)
- CBS Schoolbreak Special – serie TV, 1 episodio (1990)
- Parker Lewis (Parker Lewis Can't Lose) – serie TV, 73 episodi (1990-1993)
- Renegade – serie TV, 1 episodio (1995)
- Tutta colpa di papà (Spring Fling!), regia di Chuck Bowman – film TV (1995)
- Il cliente (The Client) – serie TV, 1 episodio (1995)
- Murder One – serie TV, 1 episodio (1995)
- Walker Texas Ranger (Walker, Texas Ranger) – serie TV, 1 episodio (1996)
- Gesti d'amore (Breaking Through), regia di Fred Gerber – film TV (1996)
- Streghe (Charmed) – serie TV, 1 episodio (1999)
- The Bernie Mac Show – serie TV, 1 episodio (2003)
- Cold Case - Delitti irrisolti (Cold Case) – serie TV, 1 episodio (2009)
- United States of Tara – serie TV, 1 episodio (2010)
- Conspiracy, regia di Billy Jayne - cortometraggio TV (2016)

### Regista
- Conspiracy - cortometraggio TV (2016)
- Run Baby Rome - cortometraggio (2023)

## Riconoscimenti
- 1984 - Young Artist Award
  - Candidatura al miglior giovane attore in una nuova serie televisiva per Sembra facile
- 1985 - Young Artist Award
  - Miglior giovane attore in una serie televisiva commedia per Sembra facile
- 1986 - Young Artist Award
  - Candidatura all'Exceptional Performance by a Young Actor - Motion Picture per Un ragazzo come gli altri
- 1987 - Young Artist Award
  - Exceptional Performance by a Young Actor, Guest Starring in a Television, Comedy or Drama Series per Cuori senza età
- 1988 - Young Artist Award
  - Miglior giovane attore - Guest Starring in una serie televisiva drammatica per I quattro della scuola di polizia